# نادي طليعة تونس
نادي طليعة تونس، هو نادي رياضي تونسي متعدد الاختصاصات في تونس العاصمة وله عدة فروع أبرزها كرة القدم، كرة السلة، كرة الطائرة، كرة اليد، ألعاب القوى وركوب الدراجات و يتنافس فيها ضمن البطولات المحلية، إضافة إلى تمثيل تونس في المنافسات القارية والدولية.

## سجل ألقاب النادي
كرة القدم :
- بطولة كرة القدم  (1) : 1929.[1]
- كأس كرة القدم  (1) : 1923.

كرة السلة :
- بطولة السلة للرجال  (3) : 1959، 1960، 1962.
- كأس السلة للرجال (0) :

♦ الدور النهائي  (3) : 1960، 1963، 1964.

## وصلات خارجية
- صفحة نادي طليعة تونس على موقع كوووة.